# Geschichte der Deutschen Post in den Kolonien und im Ausland (Buch)

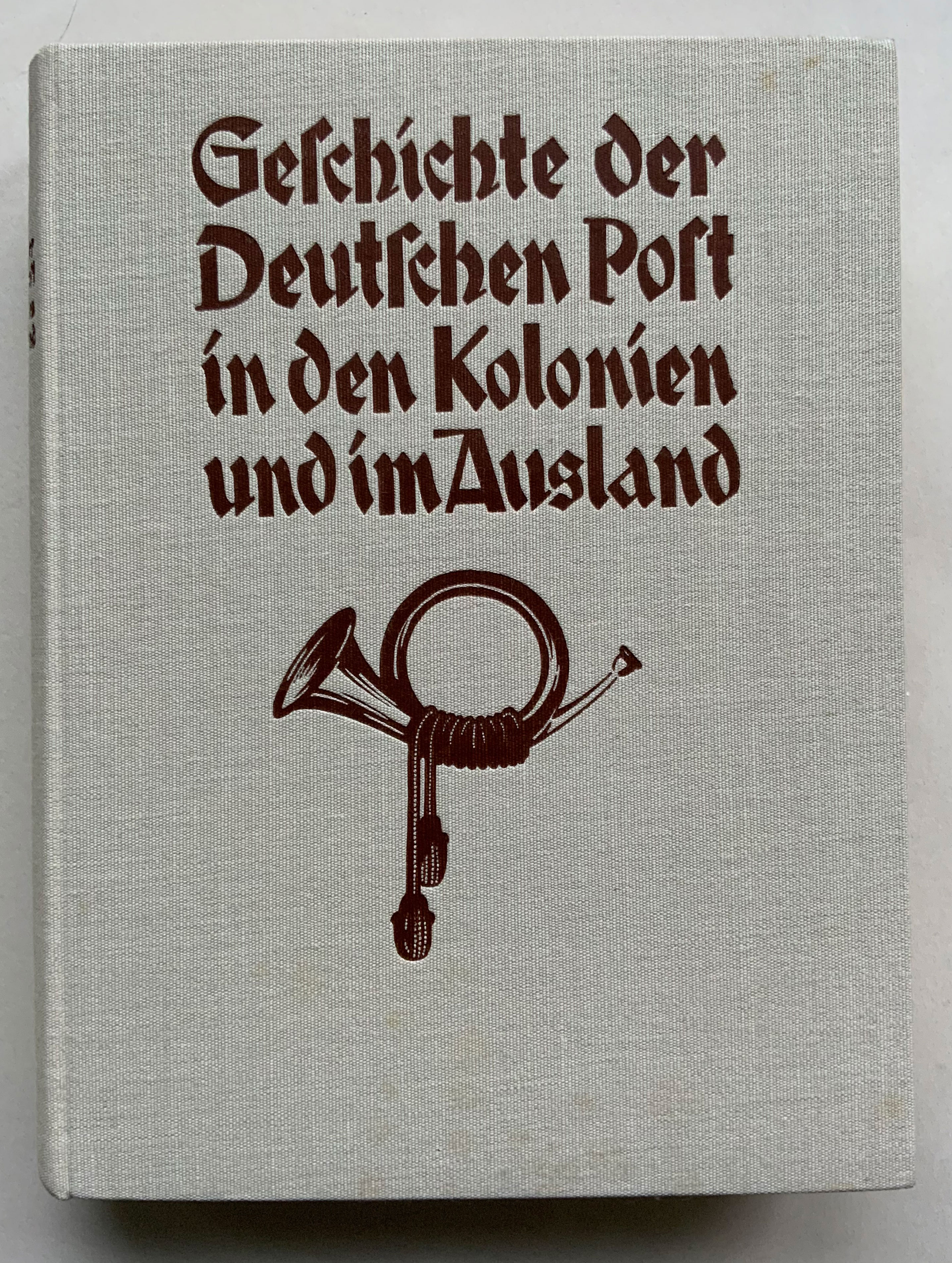
Umschlag des Buchs (Ausgabe 1939)

Geschichte der Deutschen Post in den Kolonien und im Ausland ist ein 1939 beim Konkordia-Verlag des Nationalsozialisten Reinhold Rudolph erschienenes Buch. Herausgegeben vom Ministerialrat Willy Schmidt und Amtsrat Hans Werner, mit Genehmigung des Reichspostministeriums und einem Vorwort von Adolf Hitler, fand es eine große Verbreitung. Es sollte ein zentrales Element des Kolonialrevisionismus der NS-Politik und -Propaganda sein, um die ideologische Basis für ein Wiederaufleben des deutschen Kolonialismus und die Rückgewinnung der nach dem Ersten Weltkrieg verlorenen Kolonien zu legen. Der Erfassungszeitraum beginnt in den 1880er Jahren und endet nach dem Ersten Weltkrieg 1918. Die technischen Themen sind die Post und die Telekommunikation. Dazu gehören auch Beiträge über den Bau von Funkverbindungen und Bahntrassen sowie die Ausbeutung der indigenen Bevölkerung. 
Das Buch kam nach dem Zweiten Weltkrieg in die Entnazifizierung und war in den Bibliotheken der DDR nicht frei zugänglich. Unter Historikern der Bundesrepublik gilt das 466 Seiten umfassende Werk als wichtige Quelle zum Postwesen in den Kolonien und in China bis 1918 – nicht zuletzt wegen der Texte leitender Angestellter oder Präsidenten in den Postniederlassungen in Deutsch-West- und Ostafrika, Togo, Kamerun, Deutsch-Neuguinea, China, der Türkei und Marokko. Das Buch enthält auch zahlreiche Statistiken, Gehaltslisten, Verträge und Gesetzestexte, etwa die „Verordnung des Reichskanzlers, betreffend die Haussklaverei in Kamerun“ vom 21. Februar 1902.

## Entstehung
Die Geschichte der Deutschen Post in den Kolonien und im Ausland hatte ihren Anfang im November 1935 bei einer vom Reichspostministerium organisierten Zusammenkunft ehemaliger Kolonialbeamter der Reichspost. Der Präsident des Reichspostzentralamts Paul Peglow forderte die Kollegen auf, „alles Schrifttum über die Tätigkeit der Deutschen Reichspost in den früheren deutschen Schutzgebieten und im Ausland zu sammeln, die Stoffsammlung durch eigene Beiträge der Kameraden und deren Frauen zu erweitern“. Zwei Jahre später waren alle Aufsätze versammelt, aber es fehlten Fotografien und Statistiken. Diese trug Oberpostrat Willy Schmidt zusammen. Er arbeitete im Reichspostministerium und hatte gute Verbindungen zum Kolonialpolitischen Amt der NSDAP. Ende 1939 erschien das Buch in Ganzleinen mit Schutzumschlag zum Preis von 9 Reichsmark. Angehörige der Reichspost konnten es für 5 Reichsmark erwerben. Zu der Zeit konzipierte die Reichspost den Aufbau neuer Posteinrichtungen in den ehemaligen Kolonien. Zwei Jahre später war die erste Auflage des bereits vergriffen. Die Neuauflage 1942 enthielt – euphorisiert von den ersten Erfolgen deutscher Truppen im Zweiten Weltkrieg – einen offenen Aufruf der Reichspost zum Krieg und zu gewalttätiger Herrschaftsausübung im Ausland.
In den Archiven befinden sich nur noch wenige Exemplare der Geschichte der Deutschen Post in den Kolonien und im Ausland. Der Sammlungsleiter des Museums für Kommunikation Berlin Veit Didezuneit nennt in seinem Fachartikel in Das Archiv 4/2021 das Buch eine „postgeschichtliche Dokumentation und kolonialrevisionistische Propaganda“.

## Textbeispiele
- „Bei der Auskundung der [Telegrafen-]Linie von Duala nach Edea im Jahre 1903 mußte ich bereits an den letzten Eingeborenenhütten in Duala die Arbeit mit Kompaß und Uhr beginnen, weil ein Landweg nicht bekannt war; man hatte bis dahin für Reisen nach Edea den bequemeren Wasserweg vorgezogen. Noch innerhalb des ersten Tagesmarschs entdeckte ich ein in den Karten nicht enthaltenes Dorf. Und in diesem Dorf gab es sogar – fast 20 Jahre nach der Inbesitznahme – ein paar alte Frauen, die nach ihren Angaben bisher noch nie einen Weißen gesehen hatten.“ (Seite 197. Autor ist Postdirektor Peglow.)
- „Die Gebühren für Ferngespräche [von Kamerun aus] betrugen für die Gesprächseinheit bis 25 Kilometer -,40 Mark, bis 1000 Kilometer 3,- Mark“ (Seite 204)
- „Bemerkenswert ist, daß der Bau des 100 Meter hohen [Funk-] Turmes unter Leitung nur eines Ingenieurs und eines Monteurs von Telefunken durch angeworbene Eingeborene ausgeführt worden ist. Gewiß ein Zeichen der Brauchbarkeit der Neger auch für solche nicht ganz einfachen Arbeiten in luftiger Höhe. “ (Seite 206)